# Евальд Дитко
Евальд Ян Дитко (пол. Edward Jan Dytko; 18 жовтня 1914, Завенже, Німецька імперія — 12 червня 1993, Катовиці, Польща) — польський футболіст, виступав на позиції півзахисника. Учасник Олімпійських ігор 1936 року та чемпіонату світу 1938 року.

## Життєпис

### Довоєнний період
Евальд Дитко народився в 1914 році як громадянин Пруссії. Батьки — Ян та Вікторія Гузек. Після об'єднання Верхньої Сілезії з Польщею отримав польське громадянство. У 1928—1930 та 1933—1939 роках працював на Гуті Байдона, а в 1930—1933 роках — на копальні «Готтвальд». Футболом розпочав займатися в клубі «Напжуд 1912» (Завенже). Ще в юнацькому віці приєднався до клубу «Домб» (Катовиці). У 1936 році Дауб вийшов до вищої ліги, проте наступного року змушений був залишити турнір через зняття очок у зв'язку з підозрою в корупції.
Незважаючи на цей скландал Дитко залишався основним опорним півзахисником національної збірної, до складу викликався з 1935 по 1939 рік й зіграв 22 матчі. До того ж став єдиним гравцем збірної, який виступав у нижчому дивізіоні. У 1936 році разом з польською кадрою на олімпійських іграх дійшов до півфіналу. У 1938 році брав участь у чемпіонаті світу, де дійгов до 1/8 фіналу. На цій стадії поляки зазнали єдиної поразки, у додатковий час поступилися з рахунком 5:6 збірній Бразилії. Востаннє в футболці національної збірної виходив 27 серпня 1939 року у Варшаві проти Угорщини.
Тричі грав проти збірної Німеччини, де поляки не зуміли перемогти своїх опонентів: у 1935 році у Вроцлаві (0:1), 1936 році — у Варшаві (1:1), перша гра Йозефа Хербергера як тренера Райху, у 1938 році — у Хемніці (1:4). В останньому з цих матчів Евальд прпинив гру достроково, отримавши травму після зіткнення з Гельмутом Шеном.
У липні 1939 року він був одним із учасників «Алкогольної справи»: до тренувального табору національної команди прийшли скаути провідних Варшавських клубів. Вночі декілька гравців з Верхньої Сілезії в сильному алкогольному сп'янінні, включаючи найкращого бомбардира кадри Ернста Вілмімовського та Дитка, підписали контракти з ними на наступний сезон.

### Друга світова війна
Евальда було викликано на міжнародний товариський матч проти Югославії, який повинен був відбутися 6 вересня 1939 року. Проте через вторгнення Німеччини на територію Польщі матч так і не відбувся. Як польський призовник потрапив до німецького полону, проте як колишній громадянин Рейху був звільнений та повернувся до Верхньої Сілезії, східна частина якої була в складі Рейху. Як і всі інші колишні польські футболісти з Верхньої Сілезії, він також отримав Фолькслист.
Голова Катовицького округу НСРПН Георг Йошке відправив Ервіна Ница та Ернста Вілимовського до «1 ФК Каттовіц». Йошке також очолював футбольний клуб німецької общини в Польщі. Дитко був запрошений на перший навчальний збір для гравців з Верхньої Сілезії, проведений тренером рейху Гербергером наприкінці червня 1940 року в Катовицях. Він також був запршений для виступів у Гаулізі Сілезія.
У травні 1942 року був зарахований до полку піхоти Вермахту в Кобленці. Там, завдяки протекції місцевої футбольної зірки Йозефа Гаушеля, потрапив до найсильнішого клубу регіону, «ТуС Ноєндорф». Один проти одного вони протистояли з 1936 по 1938 рік у Ландслізі.
За декілька місяців до завершення війни Евальд потрапив до медичної авіації, його перевели до Греції, де він потрапив до американського полону. Потім перебував у таборі для війсковополонених в Австрії.

### По завершенні Другої світової війни
По завершенні війни повернувся до Катовиць. Як і інші жителі Верхньої Сілезії, змушений був виправдовуватися перед офіцером безпеки контрольованого комуністами польського МГБ, особливо за виступи в німецьких клубах. Згодом на власний захист заявив, що добровільно здався американським властям, але все одно потрапив під варту. Був звільнений лише після підписання декларації про лояльність до нового режиму.
Спочатку виступав за поліцейську команду «Гвардія» (Катовиці), але потім був переведений до «Баїлдону» (Катовиці). Після видання «Указу від 10 листопада 1945 року Про зміну та визначення імен і прізвищ» Дитко змушений був змінити своє прізвище з «непольським звучанням». Відтепер в офіційних документах мав ім'я Едвард Ян.
У 1950 році завершив кар'єру гравця та отримав тренерський диплом. Потім декілька років тренував команди з Верхньої Сілезії, проте на тренерській ниві особливих успіхів не досяг. За освітою — металург.
Він помер 13 червня 1993 року в Катовицях і був похований на кладовищі в Дембі.